# Blackpool North
Blackpool North (ang: Blackpool North railway station) – stacja kolejowa w Blackpool, w hrabstwie Lancashire, w Anglii, w Wielkiej Brytanii. Znajduje się na Blackpool Branch Lines.
Stacja została otwarta w swojej obecnej formie w 1974, która została przeniesiona kilkaset metrów od pierwszej stacji na Talbot Road, która została otwarta w 1846 i  przebudowana w 1898 roku. 
Obsługuje połączenia do York, Leeds, Liverpoolu, i Manchesteru.
Na przełomie 2008/09 z usług stacji skorzystało 1,695 mln pasażerów.